# BR-Klasse 44
Die Klasse 44 von British Rail (BR), ursprünglich Klasse D23/1 und von 1962 bis 1973 Klasse 23/1, auch unter dem Namen Peak bekannt, ist eine Baureihe dieselelektrischer Lokomotiven für den schweren Schnellzugdienst, die von 1959 bis 1960 bei den Derby Works in England gebaut wurde. Wie die nachfolgende Klasse D25/1 wurde auch die Klasse D23/1 als Sulzer Type 4 klassifiziert, wobei Sulzer der Motorenhersteller ist und die Bezeichnung Type 4 den Leistungsbereich zwischen 2000 hp und 2999 hp kennzeichnet. Ebenso gebräuchlich ist die Bezeichnung 2300 hp BR Type 4. Die Abkürzung BR steht dabei für die British Railways.
Kennzeichnend für die Fahrzeuge ist ihre konservative Bauweise, wobei sie mit ihrem achtachsigen (1’Co)(Co1’)-Laufwerk eine sehr selten verwendete Achsfolge besitzen. Charakteristisch sind zudem die zurückgesetzten Führerstände hinter den Vorbauten, welche für einige britische Klassen aus dem nordamerikanischen Lokomotivbau übernommen wurden.
Trotz der kleinen Anzahl von nur 10 Maschinen kam der Klasse D23/1 eine entscheidende Bedeutung zu, da sie als Vorserie für weitere 183 Fahrzeuge der Klassen D25/1 und 25/1A diente und der erste in Serie gebaute Typ von Großdiesellokomotiven der Derby Works war. Die Fahrzeuge waren anfangs in Camden beheimatet und von dort aus im Fernverkehr auf der West Coast Main Line im Einsatz. Bereits 1962 wurden sie jedoch durch die Klassen 20/1, 25/1 und 25/1A aus diesen Diensten verdrängt, anschließend einem Umbau unterzogen, nach Toton verlegt und seitdem von dort aus im regionalen Güterverkehr vorwiegend in den East Midlands eingesetzt. Bis 1980 wurden alle Lokomotiven ausgemustert und bis auf zwei Exemplare verschrottet.

## Geschichte

### Hintergrund

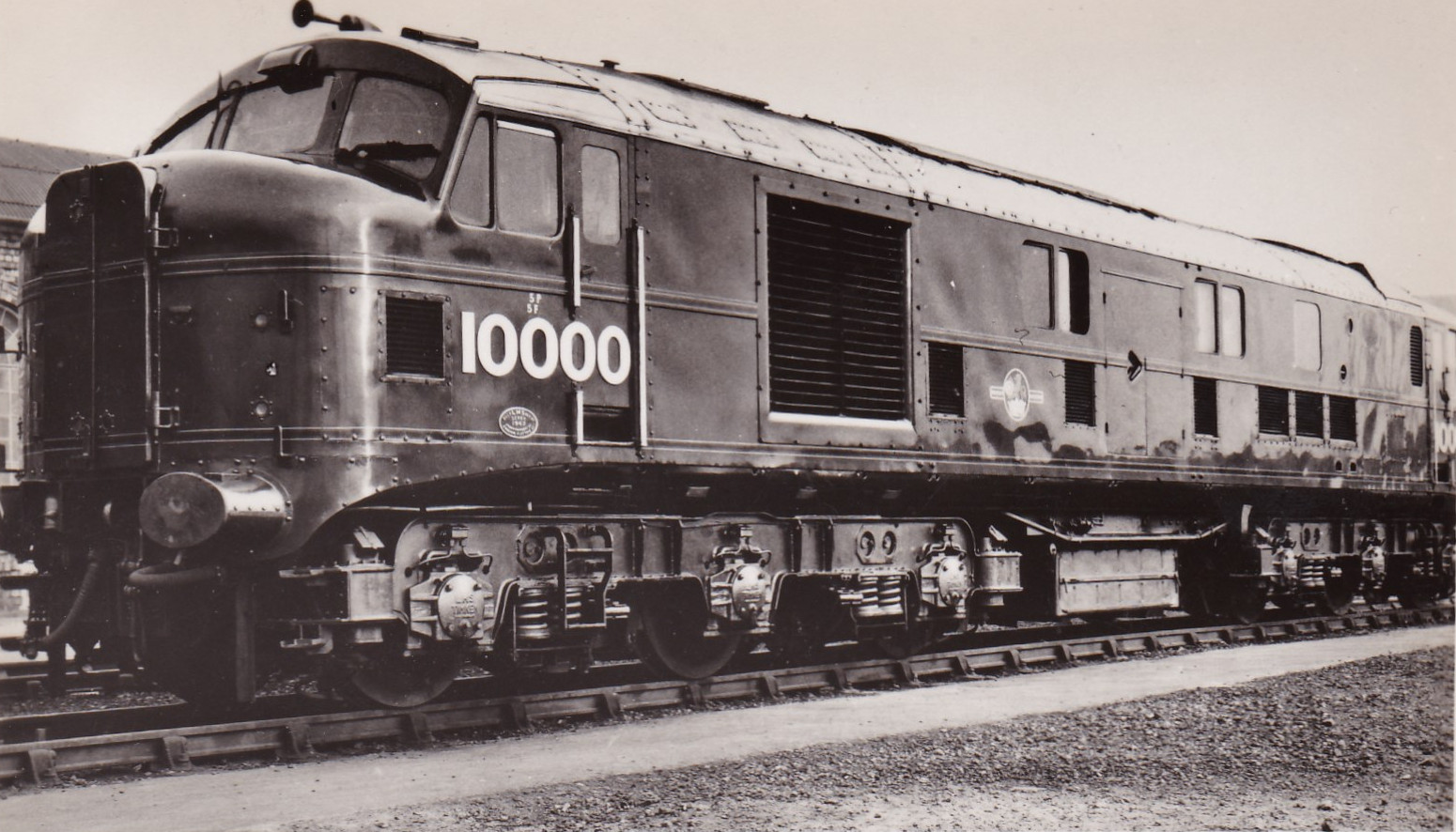
10000 in Chinley (um 1948)

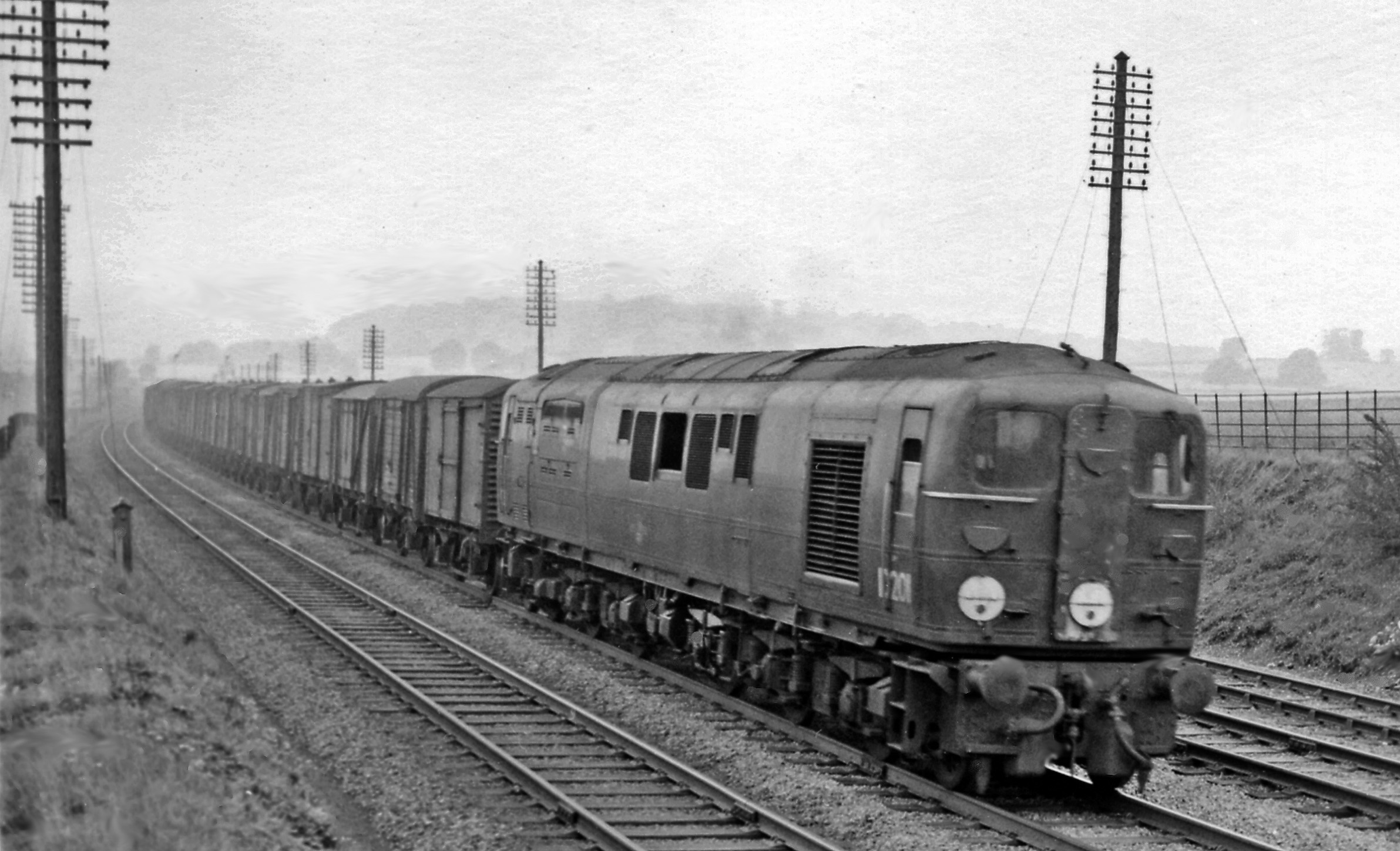
10201 in Tring (August 1959)

Obwohl Leistung und Effizienz der Dampflokomotiven stetig gesteigert werden konnten, wuchs seit den 1930er Jahren weltweit die Suche nach alternativen Antriebsarten. In den mittleren 1940er Jahren begann deshalb auch im Vereinigten Königreich, wo zuvor bereits kleinere Serien von Rangierdiesellokomotiven hergestellt worden waren, die Entwicklung leistungsstarker Diesellokomotiven für den Schnellzug- und Güterzugdienst. In den Jahren 1947 und 1948 lieferten die Derby Works mit den Fahrzeugen 10000 und 10001 als Prototypen dieselelektrischer Lokomotiven an die LMS die ersten britischen Großdiesellokomotiven, welche ab 1955 als Klasse D16/1 geführt wurden.
Nach der Verstaatlichung der vier großen privaten Eisenbahngesellschaften, der sogenannten Big Four, und deren Vereinigung in den British Railways im Jahr 1948 setzte das neue Staatsunternehmen zunächst weiter auf die Dampftraktion und beschaffte in großem Umfang neue Standard-Dampflokomotiven. Parallel dazu arbeiteten die British Railways an der Entwicklung von Diesellokomotiven, wobei noch nicht feststand, welche Art der Leistungsübertragung gewählt werden sollte. Es entstanden 1950 die dieselelektrischen Lokomotiven 10201 und 10202 der späteren Klasse D16/2 bei den Ashford Works, 1951 die dieselmechanische 10100 bei den Derby Works und 1954 mit der 10203 bei den Brighton Works eine verbesserte Variante der 10201 und 10202.
Da die staatliche Bahngesellschaft seit Beginn der 1950er Jahre allmählich Verluste erwirtschaftete, kehrte sie nun radikal vom bisherigen Kurs ab. Mit dem Modernisierungsplan von 1955 wurden erstmals in größerem Umfang finanzielle Mittel für die Beschaffung neuer Diesellokomotiven bereitgestellt, um die unwirtschaftlichen Dampflokomotiven möglichst schnell abzulösen. Dabei fiel die Entscheidung zugunsten der robusten und kostengünstigen elektrischen Leistungsübertragung, da die dieselmechanischen und dieselhydraulischen Antriebe zwar deutlich leichter, jedoch oftmals teuer und unzuverlässig waren. Lediglich die Western Region der British Railways beschaffte in den Folgejahren zahlreiche dieselhydraulische Lokomotiven. Im Jahr 1958 erschien die dieselelektrische Klasse D20/1 des Herstellers English Electric, welche bis 1962 in enger Anlehnung an den Vorläufer, die Klasse D16/2, gebaut wurde. Mit 200 Exemplaren war sie die erste in großer Stückzahl produzierte Klasse britischer Großdiesellokomotiven.

### Entwicklung
In den späten 1950er Jahren beauftragten die British Railways die Derby Works mit der Entwicklung einer neuen Baureihe von Schnellzuglokomotiven auf der Grundlage der 1947 und 1948 gelieferten Prototypen der Klasse D16/1. Zwar konnte der Hersteller auf seine Erfahrungen mit Diesellokomotiven der vergangenen zwei Jahrzehnte zurückgreifen, jedoch stellte die geforderte Leistung und Ausrüstung der Fahrzeuge bei einer niedrigen zulässigen Achslast von 20,3 t hohe Ansprüche an die Konstrukteure. Den Dieselmotor sollte der Hersteller Sulzer liefern, der bereits in den späten 1930er Jahren zwei Prototypen dieselelektrischer Doppellokomotiven für die französische PLM und die rumänische CFR mit Motoren des Typs 12LDA31 ausgestattet hatte. Zur Gewichtsreduzierung mussten die Derby Works allerdings auf das kleinere Modell des Typs 12LDA28 zurückgreifen, mit dem zur gleichen Zeit die CFR-Baureihe 060 DA ausgerüstet wurde. Entgegen der Pläne eines Fahrzeugs mit modernen dreiachsigen Drehgestellen wie der Klasse D16/1 mussten aufgrund der immensen Dienstmasse sowie der kurzen zur Verfügung stehenden Konstruktionszeit zur Senkung der Achslast wuchtige Blechrahmen-Drehgestelle, ähnlich der der Klassen D16/2 und D20/1, mit drei Treibradsätzen und einem zusätzlichen Laufradsatz verwendet werden.

### Produktion
Die als Klasse D23/1 bezeichnete Baureihe wurde in den Jahren 1959 und 1960 von den Derby Works der British Railways in zehn Exemplaren ausgeliefert und als D1 bis D10 nummeriert. Dabei wurde bereits im September 1958 die Fertigung der ersten Hauptrahmen für die Lokomotiven D1 und D2 aufgenommen. Zu Beginn des Jahres 1959 waren die Lokomotivkästen der Fahrzeuge D1 bis D4 fertiggestellt und die Montage der Baugruppen konnte beginnen. Die D1 verließ als erste Maschine der Klasse D23/1 im April 1959 das Werk für einige Probefahrten. Dazu gehörte eine Fahrt von Derby nach London am 21. April 1959 mit der Rückkehr am 24. April. Die Herstellung der Lokomotive D5 begann ebenfalls im April 1959, die der D6 im Mai. In den ersten Monaten wurden mit der D1 ausgiebige Versuchsfahrten durchgeführt. Am 14. Juli 1959 wurde sie bei einer feierlichen Veranstaltung im Bahnhof Carlisle von Fergus Graham, Lord Lieutenant of Cumberland, auf den Namen Scafell Pike getauft, obwohl sie erst im August 1959 offiziell in Dienst gestellt wurde. Die Auslieferung der zehnten und letzten Lokomotive D10 erfolgte im Februar 1960.
Während die Derby Works in Derby den mechanischen Teil der Fahrzeuge fertigten, produzierte Sulzer in Winterthur die Dieselmotoren, Crompton Parkinson die elektrischen Komponenten, Metcalfe-Oerlikon die Bremsausrüstung und Stone-Vapor die Dampfheizkessel. Weitere Zulieferer waren Aerex Hyperform, Allen West, Holset, SLM, Taylor Brothers, Timken und andere. Die Baukosten beliefen sich pro Fahrzeug auf 129 370 Pfund Sterling, ab D4 minimal erhöht auf 129 371 Pfund Sterling (umgerechnet heute (2023) rund 3,2 Mio. GBP bzw. 3,6 Mio. EUR). Im Auslieferungszustand besaßen die Lokomotiven die dunkelgrüne Farbgebung der British Railways.

### Anfangsjahre (1959–1964)

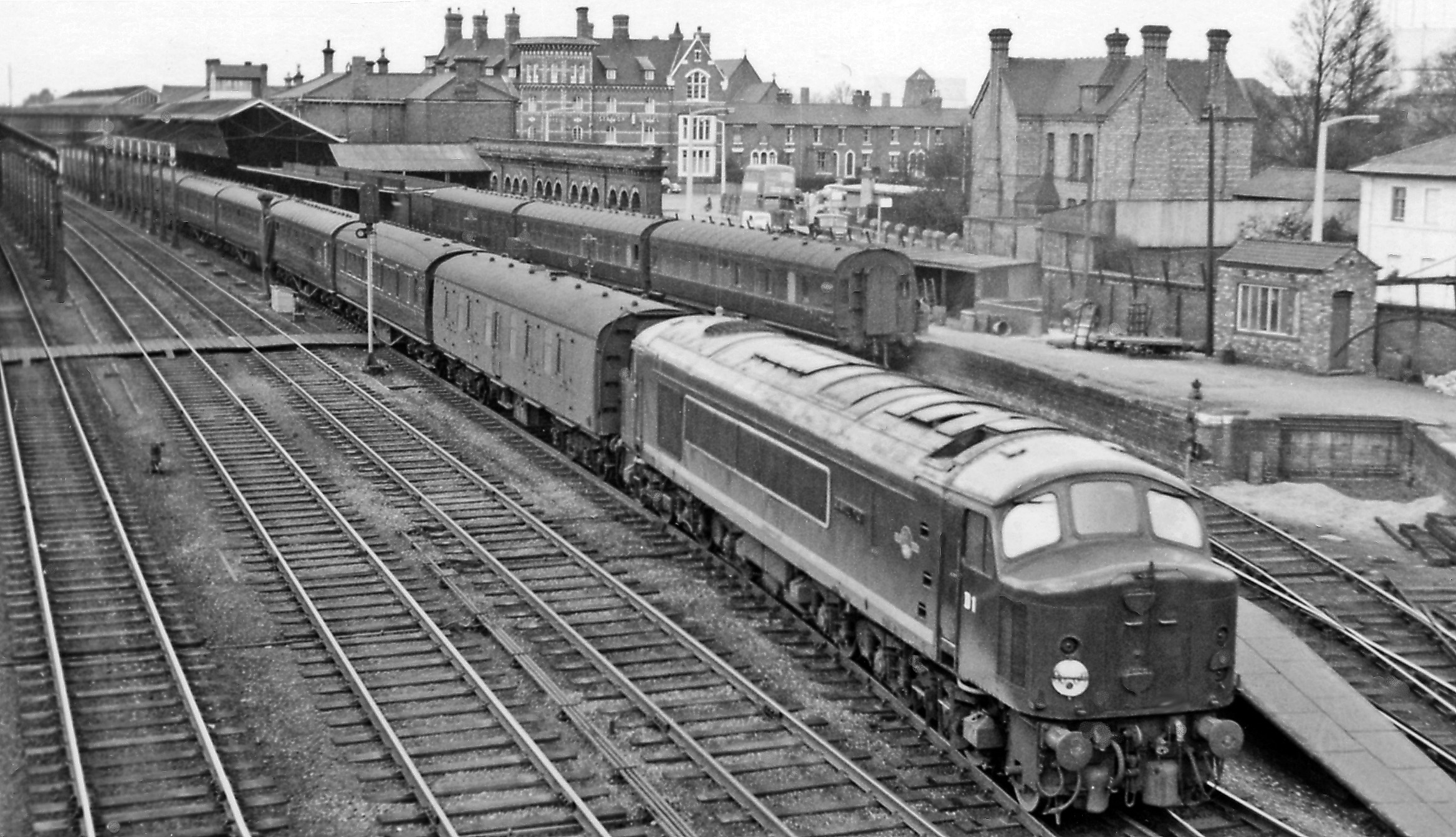
D1 mit Reisezug nach Euston in Stafford (April 1960)

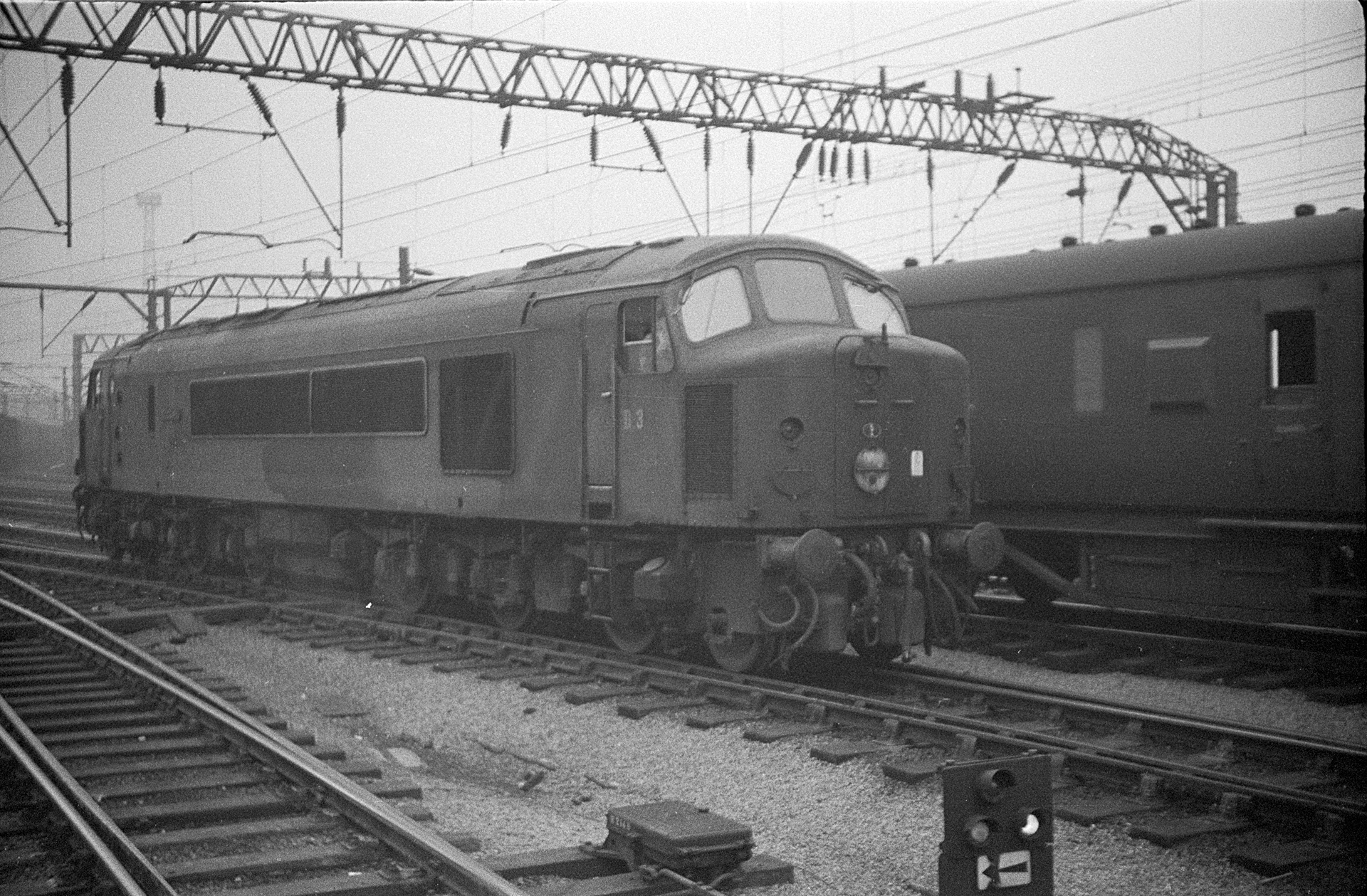
D3 in Crewe (um 1960)

Die Lokomotiven der Klasse D23/1 wurden wegen ihrer offiziellen Benennung nach englischen und walisischen Bergen beim Bahnpersonal sowie bei Eisenbahnfreunden unter dem Namen Peak (deutsch Berggipfel) bekannt, welcher aufgrund der sehr ähnlichen Konstruktion für die Klassen D25/1 und 25/1A übernommen wurde, obwohl diese nach britischen Korps und Regimentern benannt waren.
Die zehn Lokomotiven wurden mit ihrer Indienststellung zwischen dem 14. August 1959 und dem 5. Februar 1960 der West Coast Main Line zugeteilt und deshalb im Londoner Depot Camden beheimatet. Sämtliche Fahrzeuge wurden bereits nach kurzer Zeit auf die Midland Main Line nach Derby verlegt und von dort aus im Schnellzugdienst auf der Strecke St Pancras–Derby–Manchester Central erprobt. Am 21. März 1960 wurde die D10 im Bahnhof St Pancras dem Verkehrsminister Ernest Marples vorgestellt. Neben St Pancras fuhren die Lokomotiven auch den Londoner Bahnhof Euston an. Von März bis Mai 1960 kehrten die Maschinen nach Camden zurück, bevor acht von ihnen im Mai 1960 für einige Monate zur Personalschulung auf der West Coast Main Line verschiedenen Bahnbetriebswerken zugeteilt wurden. Die D1 kam nach Longsight (Manchester), D2 und D9 nach Edge Hill (Liverpool), D3, D8 und D10 nach Crewe North und D5 und D6 nach Carlisle Upperby. Auf der West Coast Main Line beförderten sie vor allem Schnellzüge zwischen Crewe und Euston, Euston und Blackpool, Crewe und Perth sowie ab August 1960 zwischen Carlisle und Glasgow Central. Die Lokomotiven D4 und D7 verblieben in Camden und verkehrten im regulären Schnellzugdienst zwischen Crewe und Euston. Im Juli 1960 kehrten die D2 und D5 nach Camden zurück, während die übrigen sechs Maschinen an den genannten Standorten verblieben.
Um die Fahrzeuge auf ihre Tauglichkeit für den Güterverkehr zu überprüfen, wurde im Juni 1960 auf der Strecke Toton–Manton–Brent das Bremsvermögen getestet. Für diese Bremsversuche bespannten die Diesellokomotive D8 und die Güterzugdampflokomotive 92153 der Standardklasse 9F zum Vergleich jeweils einen 1000 t schweren, nur teilweise gebremsten Kohlezug. Das Ergebnis sprach für die Diesellokomotive, da sie eine höhere und gleichmäßiger wirkende Bremskraft aufbringen konnte. Im September 1960 fanden weitere Versuche mit der D4 vor ungebremsten Kieszügen auf derselben Strecke statt.
Im Oktober 1960 wurde die Lokomotive D2 bei den Derby Works versuchsweise mit einem Ladeluftkühler ausgerüstet, welcher in den Motoren des Typs Sulzer 12LDA28B der Klasse D25/1 sowie später der Klasse 25/1A serienmäßig eingebaut war und die Leistung von 1720 kW auf 1860 kW steigerte. Im selben Monat begann die Auslieferung der Klasse D25/1, von der bis zum 31. Dezember 1960 bereits die ersten 26 Fahrzeuge mit den Nummern D11 bis D19 sowie D68 bis D84 in Dienst gestellt wurden. Mit der zunehmenden Anzahl dieser leistungsstärkeren Lokomotiven wurde die Klasse D23/1 ab 1961 aus dem Schnellzugdienst zwischen St Pancras und Manchester verdrängt. Am 29. September 1961 geriet die D1 vor einem Reisezug nahe Kings Langley auf der Fahrt von Manchester nach Euston in Brand. Mit der voranschreitenden Auslieferung der Klasse D20/1 des Herstellers English Electric wurde die Klasse D23/1 weiter zurückgedrängt. Aufgrund der mangelnden Leistung und technischer Probleme beschlossen die British Railways, die Lokomotiven mit den Nummern D1 bis D10 vollständig im Reisezugdienst abzulösen und stattdessen im Güterverkehr einzusetzen. Im Laufe des Jahres 1961 wurde das Übersetzungsverhältnis der Achsgetriebe geändert, um die Klasse D23/1 diesbezüglich der neuen Klasse D25/1 anzugleichen und den Verschleiß der Fahrmotoren bei hohen Geschwindigkeiten zu senken.

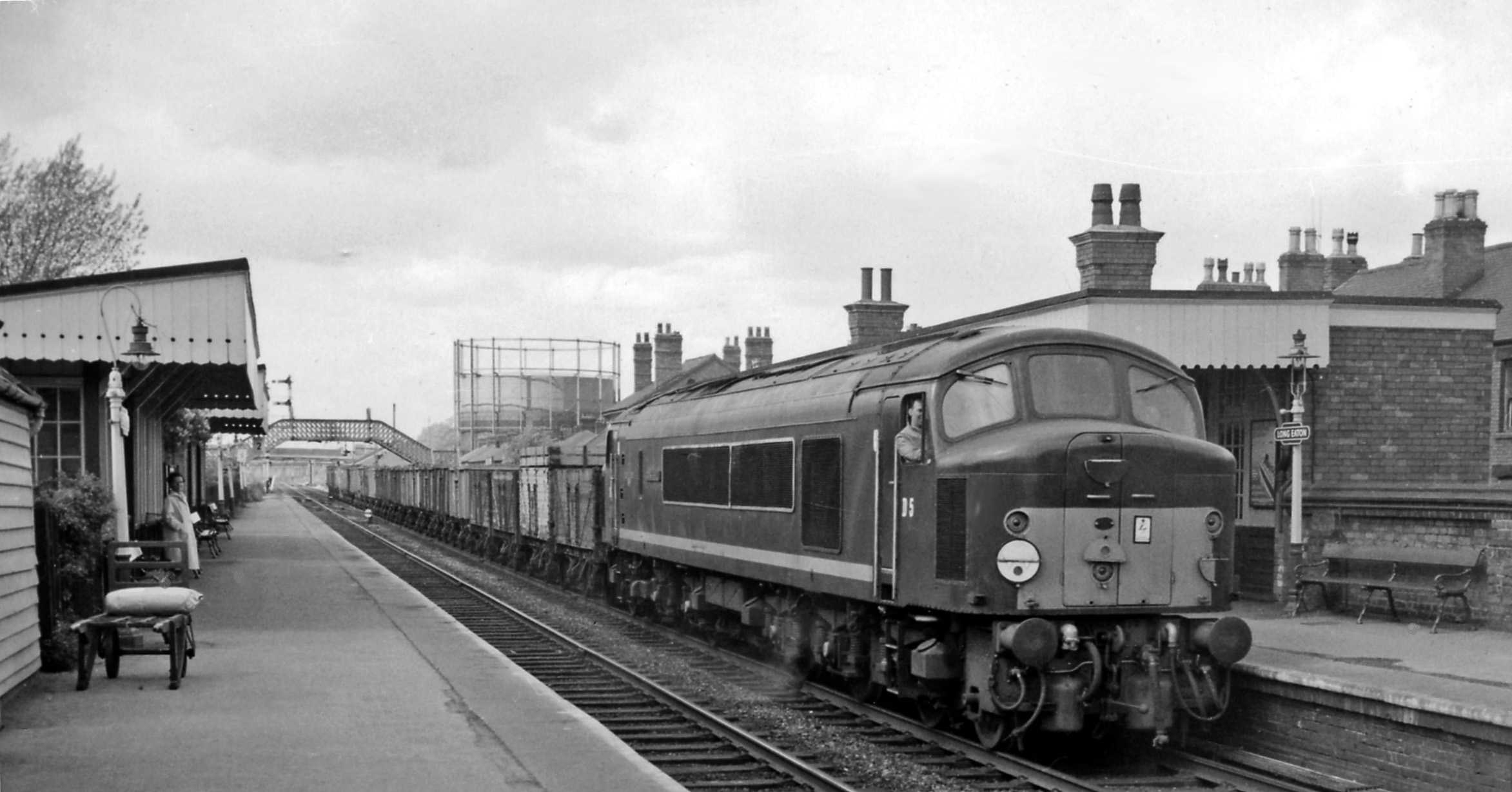
D5 mit Leerzug in Long Eaton nahe Toton (Mai 1962)

Im Jahr 1962 führten die British Railways ein neues Bezeichnungsschema für Diesellokomotiven ein, welches das seit 1955 verwendete System ersetzte. Dabei wurde die Klasse D23/1 zur Klasse 23/1. Für den bevorstehenden Einsatz im Güterzugdienst wurde die D8 im Februar 1962 in Nottingham beheimatet. Die restliche Flotte kam im März 1962 nach Toton. Während die D6 im April 1962 vorübergehend nach Derby und von Mai bis Juli zur Personalschulung nach Saltley (Birmingham) ausgeliehen wurde, folgte die D8 im Mai 1962 den anderen Fahrzeugen nach Toton. Mit der Ankunft der ersten Maschinen der Klasse 25/1A (D140, D143, D145, D149, D152 und D158) im Bahnbetriebswerk Toton im selben Monat übernahmen diese zusammen mit den Lokomotiven der Klasse 23/1 die Beförderung der Kohlezüge zu den Kraftwerken Castle Donington und Willington sowie der Güterzüge bis Wichnor und Washwood Heath (Birmingham). Diese Einsätze stellten einen wesentlichen Schritt zur beginnenden Verdieselung des Güterverkehrs in den East Midlands dar.
Mit der Einführung von Bremstendern im August 1962 für die Bespannung ungebremster oder teilweise ungebremster Güterzüge durch Diesellokomotiven wurden diese auf der Midland Main Line mit Maschinen der Klassen 23/1 und 25/1A erprobt.
Mit dem Hintergrund der Verlegung nach Toton und dem Ende des Einsatzes im Reisezugdienst erfolgte von September 1962 bis November 1963 bei den Lokomotiven D2 bis D10 der Ausbau der sehr fehleranfälligen Zugheizanlage, bei der D1 möglicherweise schon früher. Der Dampfheizkessel wurde durch Ballastgewichte aus Beton ersetzt. Vorerst behielten die Lokomotiven ihre Wasservorratsbehälter, welche später als Ersatzteile bei den Klassen 25/1 und 25/1A Verwendung fanden, da sie im Gegensatz zu den Behältern dieser Klassen verzinkt waren. Des Weiteren entfernte man die wartungsaufwändige Doppeltraktionssteuerung, da ein regulärer Einsatz in Mehrfachtraktion nicht vorgesehen war.
Die Lokomotive D2 kam im Juni 1962 für Testfahrten auf der West Coast Main Line nach Crewe North. Mit ihrer im Jahr 1960 auf 1860 kW gesteigerten Motorleistung, jedoch mit unveränderten Achsgetrieben, erreichte sie am 9. August 1962 mit einem Zug von drei Wagen Spitzengeschwindigkeiten von rund 170 km/h, als sie die Strecke Crewe–Euston in einer Fahrzeit von nur 157 Minuten zurücklegte. Die Schnellfahrversuche dienten allerdings nicht der weiteren Erprobung der Fahrzeuge, sondern vielmehr der Untersuchung des Streckenzustandes für die bevorstehende Elektrifizierung. Im August kehrte die Maschine nach Toton zurück, wurde im September erneut nach Crewe North verlegt und im Oktober 1962 schließlich dauerhaft in Toton stationiert. Die Motorleistung wurde im Februar 1963 wieder auf 1720 kW gesenkt. Weitere Versuchsfahrten auf der West Coast Main Line erfolgten im Juni 1964, wofür die D2 vorübergehend nach Camden ausgeliehen wurde. Am 24. Juni 1964 erreichte sie mit einem sieben Wagen zählenden Zug zwischen Euston und Liverpool erneut Geschwindigkeiten von über 160 km/h und legte die Strecke in nur 161 Minuten zurück.

### Spätere Einsatzjahre (1964–1976)

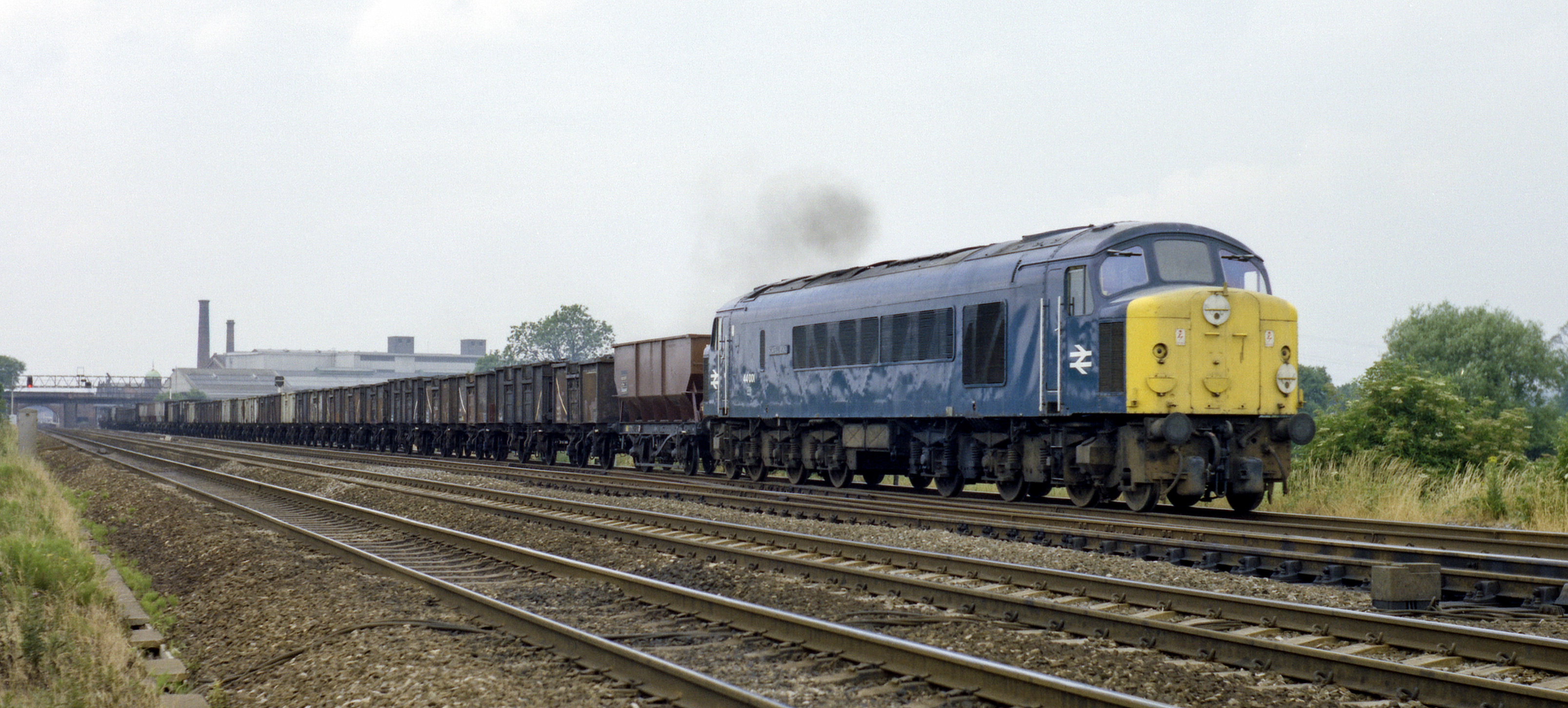
44001 (D1) mit Kohlezug südlich von Loughborough (Juli 1975)

Im Jahr 1964 endeten die abwechslungsreichen Einsätze der Klasse 23/1 und es folgte der dauerhafte Einsatz im alltäglichen Güterverkehr vom Heimatdepot Toton aus. Während die Lokomotiven anfangs direkt dem Bahnbetriebswerk Toton unterstellt waren, gingen sie am 16. Januar 1965 in den Bestand der Nottingham Division über, verblieben jedoch weiterhin am Standort Toton. Die Maschinen beförderten fast ausschließlich Güterzüge, häufig Kohlezüge, über mittlere Entfernungen von weniger als 100 km. Dabei fuhren sie beispielsweise nach Bescot (Walsall), Corby, Leicester, Rugby, Stoke-on-Trent, Tinsley (Sheffield) und Whitemoor (March). Sondereinsätze wie das Abschleppen von Reisezügen sowie die Bespannung von Bauzügen oder Güterzügen über weitere Distanzen kamen nur selten vor.
Von Oktober 1966 bis September 1973 erhielten die Lokomotiven das neu eingeführte Farbschema mit dunkelblauem Lokomotivkasten und gelben Stirnseiten. Mit der Ausmusterung der letzten britischen Dampflokomotiven im August 1968 entfiel das vorangestellte D in der Nummernbezeichnung von Diesellokomotiven, weshalb die Fahrzeuge D1 bis D10 nun vorerst die Nummern 1 bis 10 trugen. Von Oktober 1973 bis April 1974 erhielten alle Maschinen eine neue Nummer zur Aufnahme in das computergestützte Fahrzeugverwaltungssystem TOPS der British Rail, wobei die Klasse 23/1 zur Klasse 44 umbezeichnet wurde. Auf die Baureihennummer 44 folgte die dreistellige Ordnungsnummer, die an die ursprüngliche Nummerierung angelehnt war. So wurde zum Beispiel die ehemalige D1 zur 44001, die ehemalige D4 zur 44004 und die ehemalige D10 zur 44010.

### Ausmusterung und Erhaltung (1976–heute)

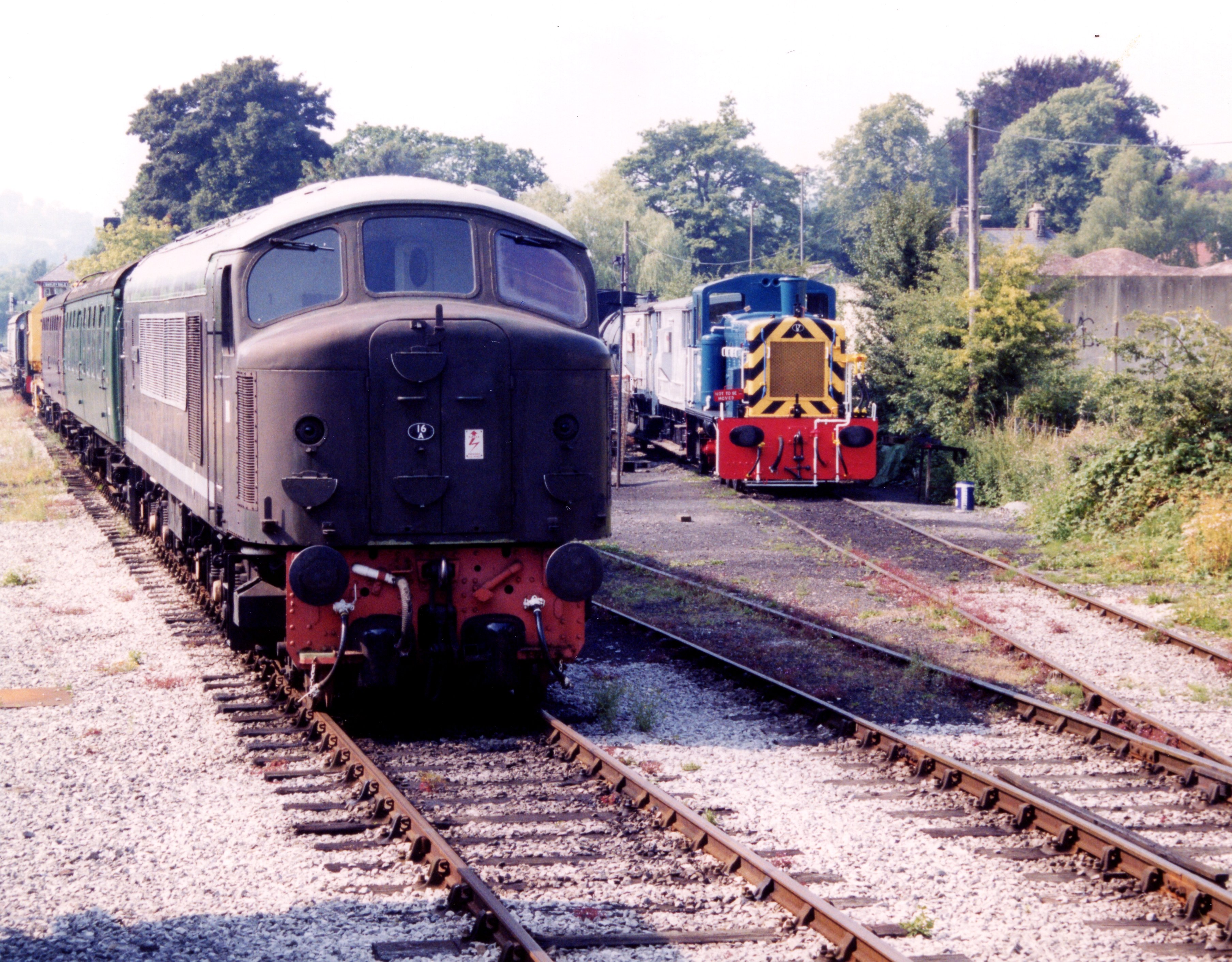
D8 in Darley Dale (2002)

Im Juni 1975 erhielt die 44002 bei den Derby Works als letzte Maschine der Klasse eine Hauptuntersuchung. Zwischen Juli 1977 und Januar 1978 beförderten die Lokomotiven 44002, 44004, 44005, 44007, 44008 und 44009 anlässlich ihrer bevorstehenden Ausmusterung insgesamt sechs lange Abschiedssonderzüge für Eisenbahnbegeisterte. Die zehn Fahrzeuge der Klasse 44 wurden, meist nach technischem Versagen, von Juli 1976 bis November 1980 ausgemustert und von September 1976 bis November 1981 bis auf zwei Exemplare bei den Derby Works verschrottet. Die Lokomotiven 44004 (D4) und 44008 (D8) blieben bei der Midland Railway in Butterley und der Peak Rail in Matlock erhalten. Beide Fahrzeuge bespannen bis heute als betriebsfähige Museumslokomotiven regelmäßig Sonderzüge. Während die D4 bei ihrer letzten Hauptuntersuchung wieder einen frischen blauen Anstrich mit gelben Fronten erhielt, trägt die D8 die ursprüngliche dunkelgrüne Farbgebung.

### Unfälle
- Im Februar 1969 war die Lokomotive der Nummer 9 in einen Unfall an der Trent Junction nahe Toton verwickelt.[4] Mit der Reparatur bei den Derby Works erhielt sie an einem Ende einen neuen Vorbau und bekam dadurch das modernere Aussehen der Klasse 25/1A.[10][40]
- Am 13. Dezember 1976 entgleiste die 44006 beim Rangieren in Spalding. Am nächsten Tag wurde sie wieder aufgegleist, am 20. Dezember nach March überführt, am 21. Dezember von der 44008 nach Toton geschleppt und dort am 25. Januar 1977 ausgemustert.[4]
- Am 19. September 1979 entgleiste die 44004 mit einem Güterzug auf der Fahrt von Bescot (Walsall) nach Toton zwischen der Pleck Junction und dem Bahnhof Walsall.[4]

### Farbgebung
Zur Auslieferung besaßen die Lokomotiven einen dunkelgrünen Fahrzeugkasten (BS 6-074, ähnlich RAL 6020) mit hellgrauen Lüftungsgittern und Zierbändern an den Längsseiten (BS 7-078, ähnlich RAL 7004), ein mittelgraues Dach (BS 9-101, ähnlich RAL 7039), schwarze Drehgestelle und rote Stirnplatten (BS 0-005, ähnlich RAL 2002). Die oberste Schicht bildete ein Klarlack. Ab 1962 wurden an den Stirnseiten gelbe Kontrastflächen hinzugefügt, die sich in ihrer Breite unterschieden. Während die bei den Derby Works aufgetragenen schmaleren Kontrastflächen nur bis zur Mitte der Zugschlusssignale reichten, nutzte das Depot Toton den äußeren Rand der Schlussleuchten als seitliche Begrenzung. Teilweise wurden die hellgrauen Zierbänder an den Längsseiten der Lokomotiven später entfernt und die gelben Kontrastflächen auf die gesamten Stirnwände ausgeweitet, so zum Beispiel bei den Maschinen D1 und D6.
Von Oktober 1966, beginnend mit der D4, bis September 1973, abschließend mit der Lokomotive der Nummer 6, erhielten alle Fahrzeuge die neue Farbgebung der British Rail mit einem dunkelblauen Lokomotivkasten und Dach (Rail Blue, BS381C 114, ähnlich RAL 5020), gelben Stirnseiten, schwarzen Drehgestellen und schwarzen Stirnplatten. Um die Blendung des Lokomotivpersonals zu vermeiden, wurden die Abdeckungen der Vorbauten mit einem Mattlack überzogen. Als Museumslokomotive trägt die D4 heute wieder die dunkelblaue Farbe der British Rail.
Zwischen November 1979 und Juli 1980 verweilte die 44008 für Motorreparaturen bei den Derby Works und erhielt in dieser Zeit eine neue Lackierung, welche eine Kombination aus dem ursprünglichen grünen und dem späteren blauen Farbschema darstellte. Während der Lokomotivkasten seine dunkelblaue Farbgebung mit gelben Stirnseiten behielt, wurde das Dach hellgrau lackiert. Die Stirnplatten der Drehgestelle bekamen, wie zuvor bei der 44009, wieder ihren ursprünglichen roten Farbton und die hellgrauen Zierstreifen an den Seitenwänden kehrten zurück. Nachdem die 44008 im November 1980 bereits drei Monate nach dem Abschluss der Reparaturarbeiten ausgemustert worden war, fuhr sie in dieser Lackierung noch einige Jahre als Museumslokomotive, bevor sie wieder die bis heute verwendete dunkelgrüne Ursprungsfarbgebung erhielt.

## Konstruktion

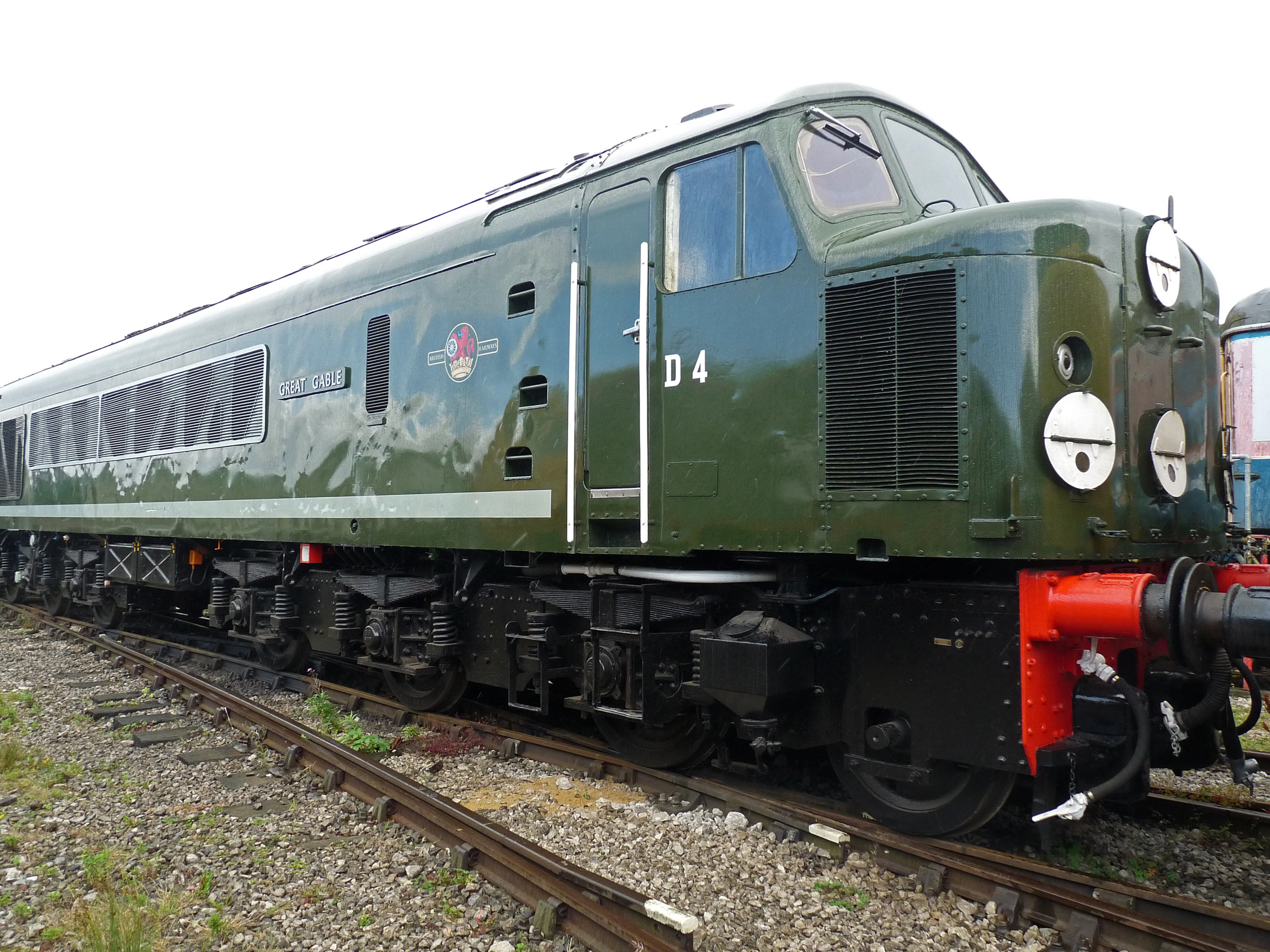
Lokomotivkasten und Drehgestell der D4

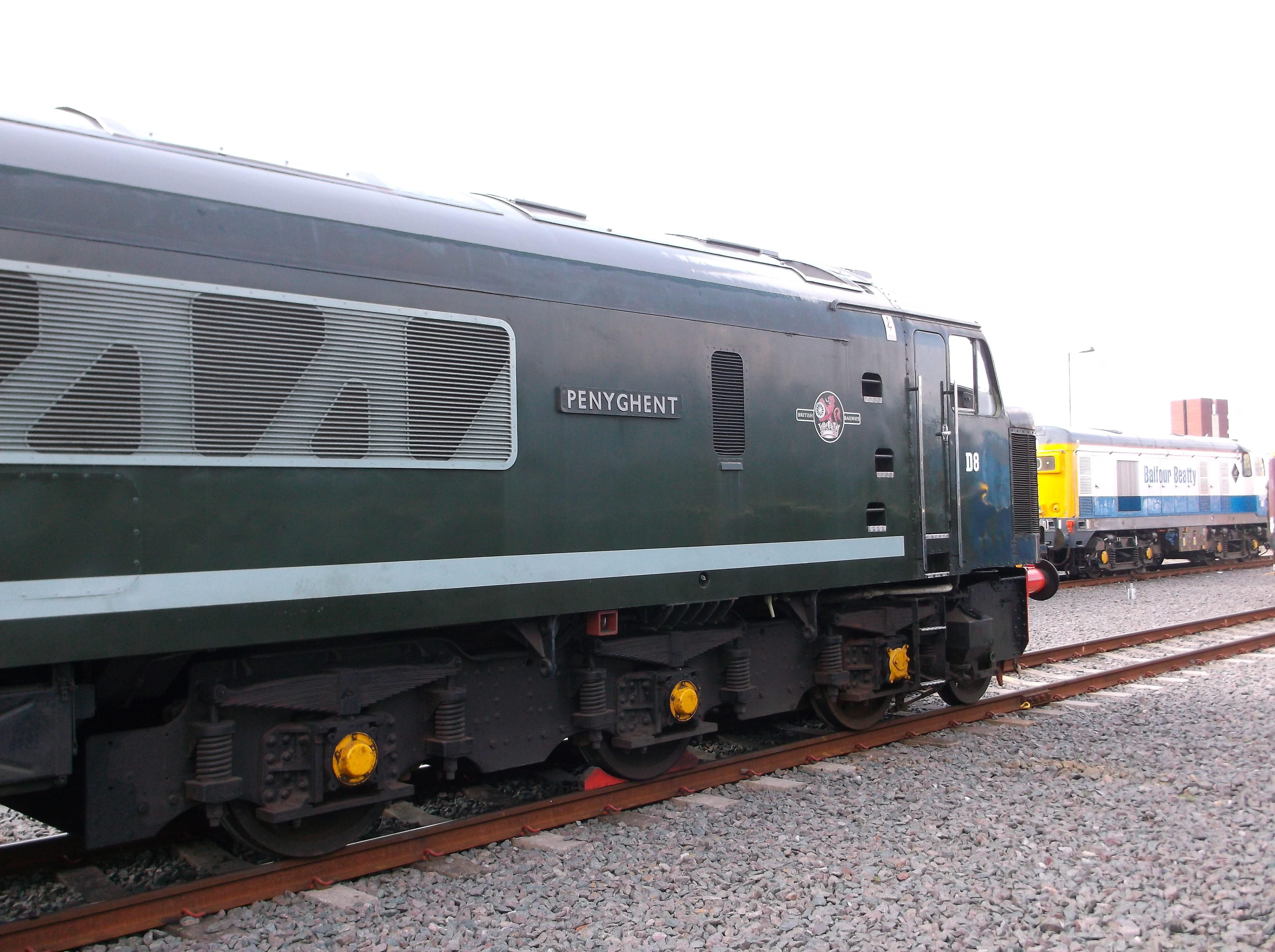
Lokomotivkasten und Drehgestell der D8

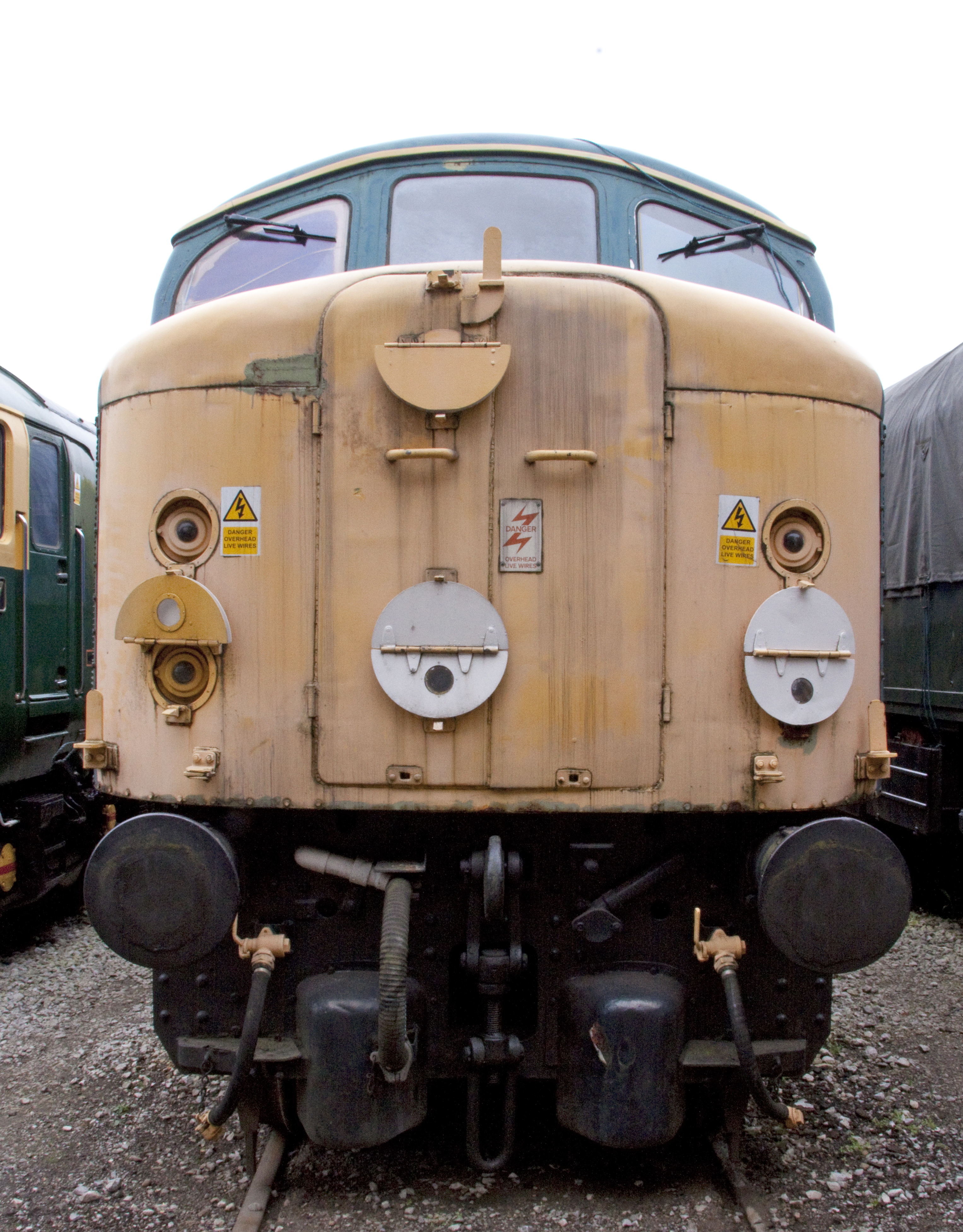
Stirnseite der D4

### Lokomotivkasten
Die Lokomotiven besitzen einen geschweißten Hauptrahmen. Die Seitenwände des Lokomotivkastens sind als verblechtes Ständerfachwerk ausgeführt und bilden zusammen mit dem Hauptrahmen eine tragende Einheit. Das Maschinenraumdach besteht aus abnehmbaren Dachhauben und wird lediglich durch zwei Querträger unterbrochen, sodass große und schwere Baugruppen wie der Dieselmotor oder der Dampfheizkessel für Instandsetzungsarbeiten per Kran entnommen werden können. Die beiden Führerstände sind hinter Vorbauten zurückgesetzt, welche an den Stil US-amerikanischer Lokomotiven der 1940er Jahre, beispielsweise die F-Serie des Herstellers EMD, angelehnt sind und das Lokomotivpersonal bei Unfällen schützen sollen. Allerdings verschlechtert der Vorbau die Sichtverhältnisse des Lokomotivführers, was vor allem beim Rangieren ungünstig ist. Die Fahrzeuge besitzen an den Stirnseiten Übergangstüren mit ausziehbaren Faltenbälgen für den Einsatz in Doppeltraktion. Zudem sind Zuggattungstafeln (englisch headcode discs) vorhanden, welche jeweils mit einer weißen Lampe kombiniert sind und aus zwei Hälften bestehen, die zu einer runden weißen Scheibe aufgeklappt werden können.
Während die seitlichen Lüftungsgitter regulär aus waagerechten Lamellen bestanden, wurden diese, ausgenommen die Gitter der Vorbauten, bei den Lokomotiven D9 und D10 in den frühen 1960er Jahren durch Gitter mit senkrechten Lamellen ersetzt. Im Jahr 1969 bekam die Lokomotive der Nummer 9 bei einer Unfallinstandsetzung am beschädigten ersten Fahrzeugende einen neuen Vorbau mit einem mittig angeordneten, einteiligen Zugnummernanzeiger (englisch headcode box) anstelle der Zuggattungstafeln, wobei die Übergangstür entfiel. Am anderen Ende blieb die alte Bauform erhalten. Eine weitere äußere Besonderheit wies die Maschine der Nummer 8 auf, deren Übergangstüren um 1970 mit Blechen verschlossen wurden. Im Zuge der Aufarbeitung als betriebsfähige Museumslokomotive erhielt sie später ihre Übergangstüren in den Vorbauten zurück.

### Führerstand
Das an beiden Enden der Lokomotive vorhandene Führerhaus besitzt drei große, an die runde Abdeckung des Vorbaus angepasste Frontfenster sowie beidseits eine Tür und ein Seitenfenster. Unterhalb des mittleren Frontfensters befindet sich eine Tür, über die das Lokomotivpersonal nach vorn in den Vorbau und von dort gegebenenfalls während des Einsatzes in Doppeltraktion durch die Übergangstür der Stirnwand in die zweite Lokomotive gelangen kann. Aufgrund der geringen Höhe des Vorbaus sind beide Türen so niedrig, dass sich ein Erwachsener bücken muss, um hindurchzutreten. Mittig in der Führerhausrückwand ist die Maschinenraumtür angeordnet, welche den einzigen Zugang zum Maschinenraum darstellt, da zusätzliche Türen in den Seitenwänden aufgrund deren Fachwerkbauweise nicht realisierbar waren. Das Führerpult befindet sich auf der linken Seite des Führerstandes. Mit der rechten Hand bedient der Lokomotivführer den als Hebel ausgeführten Fahrschalter zur Regulierung der Antriebsleistung sowie den Richtungsschalter, mit der linken Hand die Saugluftbremse, die Druckluft-Zusatzbremse, das Horn und die Scheibenwaschanlage. Von November 1960 bis Dezember 1962 erfolgte bei allen Maschinen die Nachrüstung des britischen Zugbeeinflussungssystems AWS, dessen Anzeigegerät neben weiteren Instrumenten rechts über dem Führertisch montiert ist. Auf der rechten Seite des Führerstandes, wo das Handrad der Handbremse angeordnet ist, hat der Beimann seinen Platz.

### Laufwerk
Der Hauptrahmen des Fahrzeugs liegt über jeweils vier seitliche Segmentlager auf zwei sehr langen Drehgestellen ohne Drehpfanne oder Drehzapfen auf. Die Segmentlager erlauben aufgrund ihrer gebogenen Form das radiale Einstellen des Drehgestells im Gleisbogen und verhindern gleichzeitig das Verschieben des Lokomotivkastens, dienen also auch der Übertragung der in Längsrichtung wirkenden Zug- und Stoßkräfte auf den Lokomotivrahmen. Die Drehgestelle besitzen einen außenliegenden Blechrahmen mit drei Treibradsätzen sowie einem vorauslaufenden, seitlich verschiebbaren Laufradsatz zur Senkung der Achslast und zur Führung des Drehgestells. Der Laufradsatz wird von vier Stablenkern geführt, welche an der Stirnplatte des Drehgestellrahmens paarweise montiert und durch zwei markante Blechdeckel verkleidet sind. Unebenheiten des Gleises werden durch die doppelte Primärfederung der Radsätze ausgeglichen. Die außenliegenden Tragfedern der Treibradsätze werden von Schraubenfedern gestützt. Die Federung des Laufradsatzes befindet sich innerhalb der Rahmenwangen und ist daher nicht von außen sichtbar. Eine Sekundärfederung ist nicht vorhanden, weshalb der Lokomotivrahmen dicht über dem Drehgestellrahmen liegt. Zwei seitliche Stützen zwischen dem Laufradsatz und dem ersten Treibradsatz verhindern, dass das Drehgestell auf unebenem Gleis vorn angehoben wird und dabei den Lokomotivkasten sowie die Segmentlager beschädigt. Am hinteren Ende des Drehgestells ist eine Notabstützung an der Unterseite des Lokomotivrahmens vorhanden, um dessen Beschädigung im Falle einer Entgleisung zu vermeiden. Trotz der fehlenden Sekundärfederung zeichnen sich die Fahrzeuge im gesamten Geschwindigkeitsbereich durch eine sehr gute Laufruhe aus. Die Leermasse der Lokomotive liegt bei 131,83 t, ursprünglich 129,75 t, die Dienstmasse bei 135,29 t, ursprünglich 140,32 t. Die Reibungsmasse beträgt 111,26 t, anfangs 115,68 t, und hat damit einen Anteil von 82,2 %, anfangs 82,4 %, an der Dienstmasse der Lokomotive (siehe Tabelle Massen). Im Auslieferungszustand wurde vom ersten Treibradsatz jedes Drehgestells über eine Gelenkwelle eine Schmierölpumpe angetrieben, welche die Anlenkung des Laufradsatzes, die Tragfedern, die Segmentlager zwischen Lokomotiv- und Drehgestellrahmen sowie die Rollenlager der Radsätze mit Schmieröl versorgte. Da die Ölschmierung wiederholt Drehgestellbrände verursachte, wurde sie bereits in den frühen 1960er Jahren durch eine Fettschmierung ersetzt, womit die Schmierölpumpen entfielen. Eine weitere konstruktive Besonderheit besteht darin, das die Zug- und Stoßeinrichtung nicht vom Hauptrahmen des Fahrzeugs, sondern vom Drehgestellrahmen aufgenommen werden, wobei die Seitenpuffer an dessen Stirnplatte montiert sind. Aufgrund des außergewöhnlich langen Achsstandes von 6550 mm und der entsprechend starken Belastung der Drehgestellrahmen wurden diese nach der Verlegung der Maschinen in den Güterverkehr verstärkt, was jedoch nur für die Lokomotiven D2, D3, D7, D9 und D10 für den Zeitraum von September 1963 bis Mai 1964 belegt werden kann. In den frühen 1970er Jahren wurden weitere Änderungen am Laufwerk vorgenommen, um den kleinsten befahrbaren Gleisbogenradius von 100 m auf 70 m zu verringern. Eine pneumatisch betätigte Sandstreueinrichtung mit anfangs acht Vorratsbehältern konnte den Reibungskoeffizienten zwischen Rad und Schiene erhöhen. Dabei befanden sich jeweils zwei Sandbehälter vor dem ersten und letzten Treibradsatz jedes Drehgestells. In den späten 1960er Jahren wurden die vier Vorratsbehälter in der Mitte des Fahrzeugs entfernt und die richtungsabhängige Steuerung der Sandstreueinrichtung ausgebaut. Deshalb können seitdem nur noch vor den beiden äußeren Treibradsätzen der Lokomotive die Gleise gesandet werden.

### Maschinenraum
Die Vorbauten des Lokomotivkastens beinhalten jeweils einen Fahrmotorlüfter zur Kühlung dreier Fahrmotoren sowie zwei Druckluftvorratsbehälter, welche die Druckluftbremsanlage und weitere Verbraucher der Lokomotive versorgen. Hinter dem ersten Führerstand befinden sich zwei stehende Dieselkraftstofftanks mit einem gemeinsamen Fassungsvermögen von 3590 l, ursprünglich 3820 l, zwischen denen der Maschinenraumgang verläuft. Dahinter folgt die Kühlanlage mit einem Kühlerlüfter unter dem Dach. Der Antrieb des Kühlerlüfters erfolgt durch einen Elektromotor, welcher in Abhängigkeit von der Kühlwassertemperatur auf zwei Leistungsstufen betrieben werden kann. Hinter der Kühlanlage ist die im Wesentlichen aus dem Dieselmotor und dem Hauptgenerator bestehende Antriebseinheit angeordnet. Zwischen Kühlanlage und Dieselmotor befinden sich die Vakuumpumpe der Saugluftbremse, der Luftpresser für die Druckluftbremse und weitere mit Druckluft betriebene Einrichtungen, das zugehörige Druckluftgerüst sowie Kraftstoff- und Kühlwasserausgleichsbehälter des Dieselmotors. Von Juni 1962 bis Mai 1964 wurde bei allen zehn Fahrzeugen die vorhandene Vakuumpumpe durch eine neue vom Typ VL30 des Herstellers SLM ersetzt. Die Lokomotive besitzt einen Dieselmotor des Typs Sulzer 12LDA28, der zur Unterscheidung von späteren Modellen auch als 12LDA28A bezeichnet wird. Dieser ist ein wassergekühlter Zwölfzylinder-Doppelreihenmotor, arbeitet nach dem Viertaktprinzip und erreicht bei einer Drehzahl von 750 min−1 eine Leistung von 1720 kW. Die Zylinder weisen einen Innendurchmesser von 280 mm und einen Kolbenhub von 360 mm auf. Daraus ergibt sich ein Hubraum von 22,2 l pro Zylinder und 266,0 l des gesamten Motors. Der Dieselmotor arbeitet in Verbindung mit einem Abgasturbolader. Es sind 860 l Schmieröl und 1570 l Kühlwasser vorhanden. Um die Leistung sowie den Wirkungsgrad zu erhöhen, wurde dem Motor der Klasse D25/1 unter anderem ein Ladeluftkühler hinzugefügt, welcher die Leistung um 140 kW auf 1860 kW steigert. Der weiterentwickelte Motor wurde als 12LDA28B bezeichnet. Bei der Klasse D23/1 versorgt der vom Dieselmotor angetriebene Gleichstrom-Hauptgenerator Crompton Parkinson CG426A1 mit einem Maximalstrom von 4050 A die sechs Gleichstrom-Tatzlagerfahrmotoren des Typs Crompton Parkinson C171B1, welche über gefederte Zahnräder jeweils einen der sechs Treibradsätze antreiben. Die Traktionsleistung der Fahrmotoren beträgt 1340 kW. Der Hilfsgenerator Crompton Parkinson CAG252A1 versorgt das Bordnetz für die fahrzeugeigenen Verbraucher wie Pumpen, Lüfter und Lampen mit einer durchschnittlichen Leistung von 70 kW. Über den Generatoren befinden sich der Luftfilter und der Schalldämpfer des Dieselmotors. An der in Fahrtrichtung 1 linken Maschinenraumwand sind der Batterieschalter sowie drei Kohlenstoffdioxidbehälter zur Brandbekämpfung montiert, wobei das Gas im Brandfall über Leitungen im Maschinenraum verteilt wird. Hinter dem Antriebsblock sind der Schaltschrank mit Steuerungs- und Sicherungselementen sowie weitere elektrische Ausrüstung untergebracht. Hinter einer anschließenden Trennwand befand sich ursprünglich der Dampfheizkessel der Bauart Stone-Vapor OK 4625 mit einer Dampfleistung von 1250 kg/h bei einem Druck von 4,8 bar. Der Ölbrenner des Zwangdurchlaufkessels wurde mit Dieselkraftstoff aus den Haupttanks des Dieselmotors betrieben. Vor der Rückwand des zweiten Führerstandes waren zwei Wasserbehälter angeordnet, welche den Dampfheizkessel speisten. Diese wurden vom Dach aus befüllt, wofür hinter beiden Führerstandstüren ein seitlicher Aufstieg an der Außenwand vorhanden war. Das Fahrzeug verfügt aufgrund der im Fernverkehr üblichen seltenen Zwischenhalte über eine Toilette mit Wasserspülung für das Lokomotivpersonal, die zwischen dem Heizkessel und dem rechten Wasserbehälter platziert ist. Unter dem Lokomotivkasten zwischen den Drehgestellen befanden sich anfangs neben den Batteriekästen zum Starten des Dieselmotors weitere Wasservorräte. Die Speisewasserbehälter der Dampfheizanlage besaßen insgesamt ein Fassungsvermögen von 6090 l. Mit der Reduktion auf die für den Güterverkehr nötige Ausrüstung in den Jahren 1961 bis 1963 entfiel der Dampfheizkessel und wurde durch Ballastgewichte aus Beton ersetzt, die zwar schwerer waren als der Kessel selbst, jedoch deutlich leichter als die Wasservorräte. Deshalb erhöhte sich die Leermasse um 2,08 t, während die Dienstmasse um 5,03 t verringert wurde. Die Wasserbehälter verblieben vorerst in den Lokomotiven, während die Dachaufstiege zu deren Befüllung entfernt wurden.

### Sonstige Ausrüstung
Das Fahrzeug verfügt über eine Saugluftbremse als Zugbremse, eine direkt wirkende Druckluft-Zusatzbremse als Lokomotivbremse sowie eine Handbremse zur Sicherung im Stand. Letztere wird von beiden Führerständen aus manuell bedient und wirkt nur auf das jeweilige Drehgestell. Aufgrund des vorrangigen Einsatzes im Güterzugdienst seit der Verlegung nach Toton wurde eine indirekt wirkende Druckluftbremse für den Zug, anders als bei den Klassen 45 und 46, nie nachgerüstet. Alle notwendigen Funktionen der Maschine konnten anfangs über eine elektropneumatische Doppeltraktionssteuerung ferngesteuert werden, die jedoch nach wenigen Jahren ausgebaut wurde. Die Lokomotiven konnten in ihrer Ursprungsausführung bei einer Getriebeübersetzung von 1 : 3,65 (17 : 62) eine Anfahrzugkraft von 310 kN aufbringen. Nach der Änderung des Übersetzungsverhältnisses auf 1 : 2,59 (22 : 57) im Jahr 1961 liegt die Anfahrzugkraft bei 220 kN und die zulässige Höchstgeschwindigkeit unverändert bei 145 km/h.

### Technische Probleme
Da die Klasse D23/1 als Vorserie für die Klasse D25/1 diente und nur eine kurze Entwicklungszeit zur Verfügung stand, war sie konstruktiv noch nicht ausgereift und ihre gesamte Einsatzzeit von erheblichen technischen Problemen geprägt. Die originalen Starterbatterien hatten eine zu geringe Kapazität und waren deshalb schon bald erschöpft. Die Vakuumpumpe der Saugluftbremse war so im Maschinenraum angeordnet, dass der Ein- und Ausbau bei Instandsetzungsarbeiten bis zu 12 Stunden dauerte. Die an mehreren Stellen im Fahrzeug verteilten Wassertanks der Dampfheizanlage bereiteten aufgrund von Materialschäden ebenfalls beträchtliche Schwierigkeiten. An den Drehgestellen kam es beim Befahren enger Gleisbögen zu Rahmenbrüchen. Häufig entstanden Drehgestellbrände durch die anfängliche Ölschmierung sowie die elektrischen Fahrmotoren. Die zahlreichen Fehlerquellen konnten nur teilweise beseitigt oder eingedämmt werden und bescherten der Lokomotivklasse bis zu ihrer Ausmusterung den Ruf großer Unzuverlässigkeit.

### Unterscheidung der Klassen 44, 45 und 46
| Klasse 44 (D23/1 / 23/1)       | Klasse 45 (D25/1 / 25/1)                  | Klasse 46 (25/1A)                  |
| ------------------------------ | ----------------------------------------- | ---------------------------------- |
| Zuggattungstafeln              | seitliche oder mittige Zugnummernanzeiger | mittige Zugnummernanzeiger         |
| Übergangstüren                 | teilweise Übergangstüren                  | keine Übergangstüren               |
| lange seitliche Lüftungsgitter | verkürzte seitliche Lüftungsgitter        | verkürzte seitliche Lüftungsgitter |

### Baugruppen
| Baugruppe       | Hersteller         | Typenbezeichnung |
| --------------- | ------------------ | ---------------- |
| Dieselmotor     | Sulzer             | 12LDA28A         |
| Hauptgenerator  | Crompton Parkinson | CG426A1          |
| Hilfsgenerator  | Crompton Parkinson | CAG252A1         |
| Fahrmotoren     | Crompton Parkinson | C171B1           |
| Bremsausrüstung | Metcalfe-Oerlikon  | k. A.            |
| Vakuumpumpen    | SLM                | VL30             |
| Dampfheizkessel | Stone-Vapor        | OK 4625          |

### Massen
|                                                                                             | Ursprungszustand mit Dampfheizung | Umbauzustand ohne Dampfheizung | Abweichung vom Ursprungszustand |
| ------------------------------------------------------------------------------------------- | --------------------------------- | ------------------------------ | ------------------------------- |
| Leermasse                                                                                   | 129,75 t                          | 131,83 t                       | + 2,08 t                        |
| Dienstmasse                                                                                 | 140,32 t                          | 135,29 t                       | – 5,03 t                        |
| Reibungsmasse                                                                               | 115,68 t                          | 111,26 t                       | – 4,42 t                        |
| Belastung Drehgestell 1                                                                     | 70,11 t                           | 70,21 t                        | + 0,10 t                        |
| Belastung Drehgestell 2                                                                     | 70,21 t                           | 65,08 t                        | – 5,13 t                        |
| maximale Achslast                                                                           | 19,41 t                           | 19,41 t                        | ± 0,00 t                        |
| mittlere Achslast Treibradsatz                                                              | 19,28 t                           | 18,54 t                        | – 0,74 t                        |
| mittlere Achslast Laufradsatz                                                               | 12,32 t                           | 12,02 t                        | – 0,30 t                        |
| Achslasten der einzelnen Radsätze, begonnen an Führerstand 1 (Lokomotivende mit Kühlanlage) |                                   |                                |                                 |
| Laufradsatz 1                                                                               | 12,19 t                           | 12,19 t                        | ± 0,00 t                        |
| Treibradsatz 1                                                                              | 19,25 t                           | 19,31 t                        | + 0,06 t                        |
| Treibradsatz 2                                                                              | 19,25 t                           | 19,31 t                        | + 0,06 t                        |
| Treibradsatz 3                                                                              | 19,41 t                           | 19,41 t                        | ± 0,00 t                        |
| Treibradsatz 4                                                                              | 19,36 t                           | 17,78 t                        | – 1,58 t                        |
| Treibradsatz 5                                                                              | 19,20 t                           | 17,73 t                        | – 1,47 t                        |
| Treibradsatz 6                                                                              | 19,20 t                           | 17,73 t                        | – 1,47 t                        |
| Laufradsatz 2                                                                               | 12,45 t                           | 11,84 t                        | – 0,61 t                        |
| Ungefederte Masse                                                                           |                                   |                                |                                 |
| gesamt                                                                                      | 26,42 t                           | 26,42 t                        | ± 0,00 t                        |
| Treibradsatz                                                                                | 3,81 t                            | 3,81 t                         | ± 0,00 t                        |
| Laufradsatz                                                                                 | 1,78 t                            | 1,78 t                         | ± 0,00 t                        |
| Quellen:                                                                                    |                                   |                                |                                 |

## Fahrzeugliste
| Originalnummer | TOPS-Nummer | Name         | Indienststellung | Ausmusterung | Verbleib                               |
| -------------- | ----------- | ------------ | ---------------- | ------------ | -------------------------------------- |
| D1             | 44001       | Scafell Pike | 08 / 1959        | 10 / 1976    | zerlegt 02 / 1977 bei Derby Works      |
| D2             | 44002       | Helvellyn    | 09 / 1959        | 02 / 1979    | zerlegt 10 / 1979 bei Derby Works      |
| D3             | 44003       | Skiddaw      | 09 / 1959        | 07 / 1976    | zerlegt 09 / 1976 bei Derby Works      |
| D4             | 44004       | Great Gable  | 09 / 1959        | 11 / 1980    | erhalten bei Midland Railway Butterley |
| D5             | 44005       | Cross Fell   | 10 / 1959        | 04 / 1978    | zerlegt 11 / 1978 bei Derby Works      |
| D6             | 44006       | Whernside    | 11 / 1959        | 01 / 1977    | zerlegt 03 / 1977 bei Derby Works      |
| D7             | 44007       | Ingleborough | 11 / 1959        | 11 / 1980    | zerlegt 11 / 1981 bei Derby Works      |
| D8             | 44008       | Penyghent    | 12 / 1959        | 11 / 1980    | erhalten bei Peak Rail                 |
| D9             | 44009       | Snowdon      | 12 / 1959        | 03 / 1979    | zerlegt 08 / 1980 bei Derby Works      |
| D10            | 44010       | Tryfan       | 02 / 1960        | 05 / 1977    | zerlegt 07 / 1978 bei Derby Works      |
| Quellen:       |             |              |                  |              |                                        |

## Modelle
Modelle der Klasse 44 werden seit 2006 von Graham Farish für die Nenngröße N, seit 2009 von Bachmann Branchline für die Nenngröße 00 und seit 2023 auch von Rapido Trains UK für die Nenngröße N in nahezu allen Farbvarianten angeboten.